# Villa Lucia (Neapel)

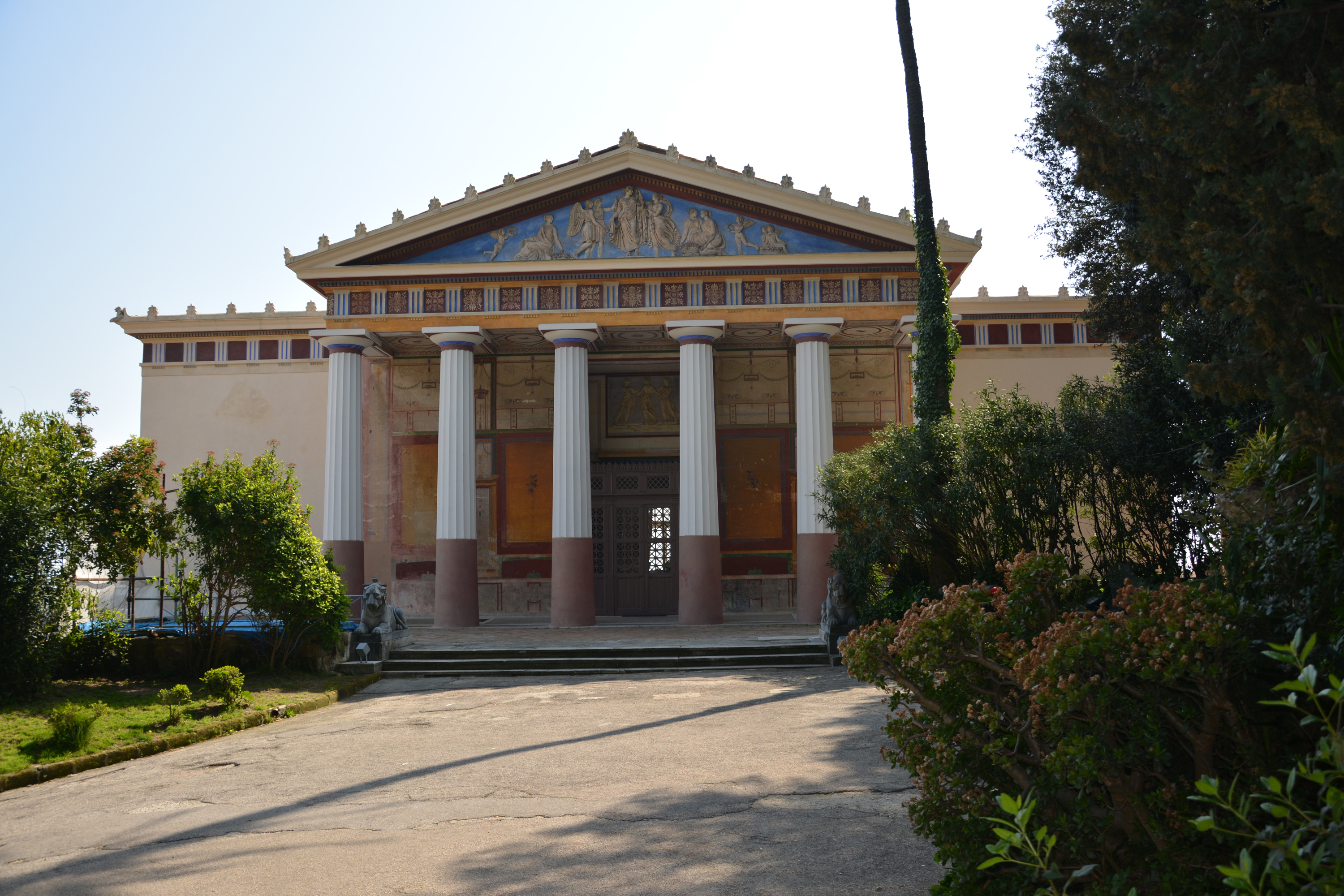
Villa Lucia in Neapel

Die Villa Lucia ist ein klassizistisches Landhaus, ursprünglich aus dem 16. Jahrhundert, im Viertel Vomero von Neapel in der italienischen Region Kampanien. Sie erhebt sich am Rande des Parks der Villa Floridiana, zu dem sie im 19. Jahrhundert gehörte und von dem sie heute durch eine Einfriedung getrennt ist. Sie liegt oberhalb des Parco Grifeo in Chiaia, deren ehemalige Eigentümer, die Prinzen Grifeo, auch diese Villa erbten. Heute ist sie über eine Auffahrt erreichbar, die von der Via Cimarosa entlang der Bergstation der Funicolare di Chiaia verläuft.

## Geschichte

### Umbauten im 18. Jahrhundert
Das Gebäude diente Ende des 16. Jahrhunderts den Benediktinerpatern als Ort der Anbetung und war ab Mitte des 17. Jahrhunderts ein Sommerhaus der Pater aus Lucca. 1807 wurde es von Giuseppe Saliceti, einem Minister von Joachim Murat, erworben. 1809 war es in ein elegantes Coffee-House in Form eines Tempels, arrangiert von Francesco Maresca. 1816 kaufte es König Ferdinand I. beider Sizilien und machte es zu einem Teil des Komplexes der Villa Floridiana.
Später wurde es zusammen mit dem Rest des Parks von Antonio Niccolini, einem Architekten aus der Toskana, den Joseph Bonaparte in der Zeit seiner Regentschaft nach Neapel gerufen hatte, umgebaut. Er vervollständigte das Dach, erneuerte die Fassade in pompeianischem Stil und versah es mit einer Vorhalle mit vier Säulen, die dem Haus das Aussehen eines dorischen Tempels verliehen. Das „Casina di Delizie“ wurde so zu einem Pavillon für die Bälle und die geselligen Abende, die ohne Unterlass in der königlichen Wohnstatt stattfanden; die Villa wurde mit dem Rest des Parks durch eine 16 Meter hohe Brücke verbunden (die nötig war, um den großen Höhenunterschied in der Gegend zu überwinden). Der heutige Name des Landhauses geht auf die Favoritin des Königs, Lucia Migliaccio, Herzogin von Floridia zurück, der der Souverän den gesamten Komplex der Villa Floridiana schenkte.
Nach dem Tod der Herzogin wurde der Komplex von ihren Erben im Jahre 1827 in drei Teile aufgeteilt, und der kleinere Teil, die Villa Lucia, fiel an einen ihrer Söhne, den Grafen Luigi Grifeo, Prinz von Partanna, königlicher Minister beim Großherzogtum Toskana.

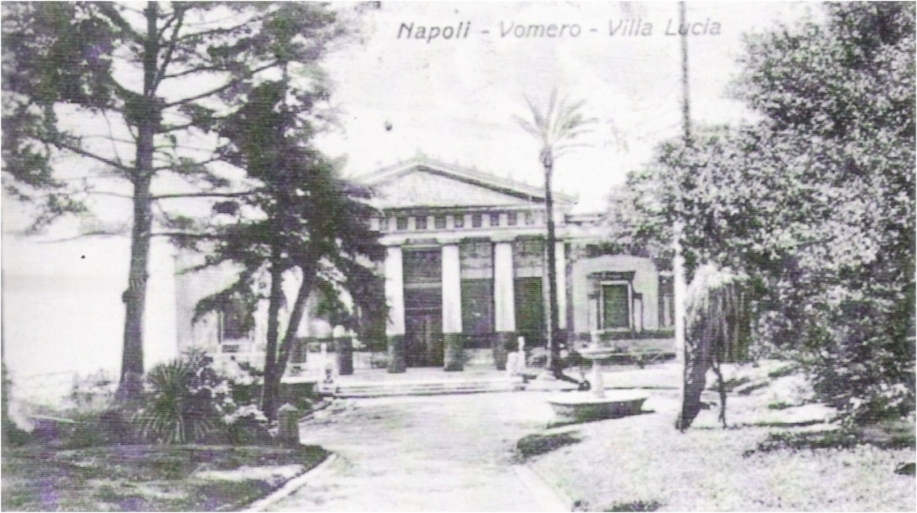
Villa Lucia in den ersten Jahren des 20. Jahrhunderts

"Non è meno osservabile per la vaghezza della sua disposizione che per le fabbriche di vario genere che l'adornano. Il ponte è largo nella base cento e dodici palmi, alto dal terreno settantadue, e le sue curve hanno l'indole della catenaria. La difficoltà della forma facendo temere all'architetto quello che avrebbe potuto intervenire pel rassetto della fabbrica, quando questa fosse prosciugata e venisse l'arco abbandonato al suo proprio peso, fu obbligato a compierlo rapidamente, lavorando di giorno e di notte per maniera che lo condusse a termine in pochi dì. L'aspetto che si gode da' balconi del prossimo casino è uno de' più belli ed estesi che presenti questo lato della collina. È ornato di bellissimi fregi a stucco nell'esterno, e vagamente fornito di ampio bagno marmoreo, tepidario, stufa e fioriera sottoposta che domina tutta questa parte del golfo napolitano. Per molte scalette intagliate nel tufo, per artificiali grotte, e per ampi viali carrozzabili potrai percorrere i diversi piani di questa villa la cui varietà in così poco spazio non ha forse eguale fra le ville napolitane".

(dt.: Es ist nicht weniger auffällig wegen der Unbestimmtheit seiner Anordnung als wegen der Gebäude unterschiedlicher Art, die es zieren. Die Brücke ist am Fuß 112 Palmi breit und 72 hoch und ihre Kurven bilden eine Art Kettenlinie. Die Schwierigkeit ihrer Form machte dem Architekten Angst, was hätte er noch tun können, um das Bauwerk zu retten, als dieses ausgetrocknet und der Bogen seinem Gewicht überlassen war? Er war gezwungen, schnell zu arbeiten, Tag und Nacht, sodass er es in wenigen Tagen fertigstellte. Der Anblick, der sich von den Balkonen des nächsten kleinen Hauses bietet, gehört zu den schönsten und ausgedehntesten, den diese Seite des Hügels bietet. Und es ist außen mit den schönsten Stuckfriesen verziert und vage mit einem großen Marmorbad, Tepidarium, Herd und Pflanzgefäßen darunter ausgestattet, die diesen gesamten Teil des Golfes von Neapel dominieren. Durch viele, in den Tuffstein gemeißelte Stufen, durch künstliche Grotten und durch breite, mit Wagen zu befahrende Alleen kann man die verschiedenen Etagen dieser Villa durchstreifen, deren Vielfalt auf solch kleinem Raum vielleicht keine der neapolitanischen Villen gleichkommt.)

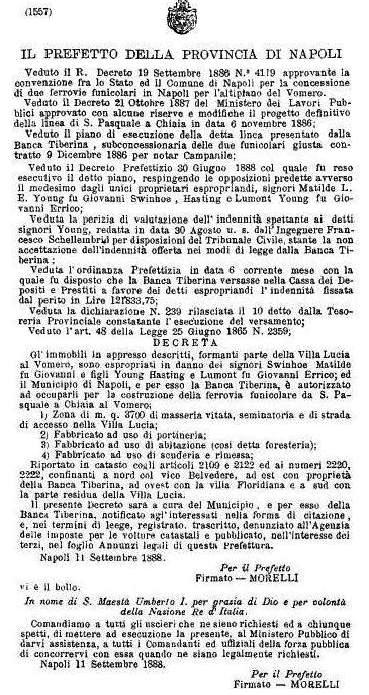
Enteignungsdokument des Grundstücks der Villa Lucia zum Bau der Funicolare di Chiaia

1888 wurde ein Teil des Grundstücks, das zum Park der Villa Lucia gehörte, die in Besitz der Familie Lamont Young war, enteignet, um den Bau der Funicolare di Chiaia zu ermöglichen.

### Treffpunkt der Intellektuellen im 20. Jahrhundert
Anfang des 20. Jahrhunderts begannen sich zahlreiche Künstler und Architekten, darunter Vincenzo Gemito, Guido Casciaro, Eduardo Giordano, Luigi de Angelis, Rubens Capaldo und Luigi Cosenza, in der Villa zu treffen, die der Industrielle und Kunstsammler Garofalo gekauft hatte.
So wurde das Landhaus zu einem Treffpunkt für die Intellektuellen, die in der Zeit des Faschismus‘ sich vor allem um das Atelier des kommunistischen Malers Paolo Ricci sammelten, und somit sich in eine Gruppe von Oppositionellen gegenüber dem Regime verwandelten.
So begann die Villa zu einem privilegierten Reiseziel für Künstler der Avantgarde, antifaschistische Literaten, wie Renato Guttuso, Antonio d'Ambrosio, Guglielmo Peirce, Mario Mafai, Tarchetti, Ernesto Tatafiore, Celine Robellaz (die dort mehr als ein Jahr blieb), Benedetto Croce, Francesco Flora (der dort seine Schreibstube hatte), Gino Doria, Raffaele Viviani, Renato Caccioppoli, Carlo Cocchia, Alberto Moravia, Raffaele La Capria, Armando Curcio, Pablo Neruda, Domenico Rea, Alfonso Gatto, Vasco Pratolini und Sergio Ortolani, Fotografen, wie Robert Capa (kam in den 1940er-Jahren im Gefolge der alliierten Truppen), und Regisseure, wie Francesco Rosi, zu werden. Italo de Feo und seine Gattin Olga kauften die Villa in diesen Jahren und waren im Zentrum der intellektuellen Aktivitäten, die sich dort abspielten; es waren u. a. Pablo Neruda, Ermanno Rea, Luigi Compagnone und Armando Curcio zu Gast.
Die kulturelle Debatte in der Villa folgte mit Interesse allen aktuellsten Phänomenen, von der künstlerischen Avantgarde über den Existenzialismus und den Hermetismus bis zur Psychoanalyse, dem deutschen, sowjetischen und US-amerikanischen Kino und Theater.
Zahlreich waren später die Exponenten der italienischen Politik, die täglich die Villa frequentierten: Giorgio Amendola, Gian Carlo Pajetta, Maurizio Valenzi, Pietro Ingrao und Giorgio Napolitano. Massimo Caprara berichtete in seinen Memoiren über die auf der Terrasse zum Meer der Villa Lucia verbrachten Abende mit dem damaligen Sekretär der kommunistischen Partei, Palmiro Togliatti. Tatsächlich geschah in der um die Villa Lucia im gemeinsamen Antifaschismus versammelte Gruppe, mit Ausnahme einer liberalen Minderheit, die klare Verbreitung marxistischer Positionen.

### Im 21. Jahrhundert

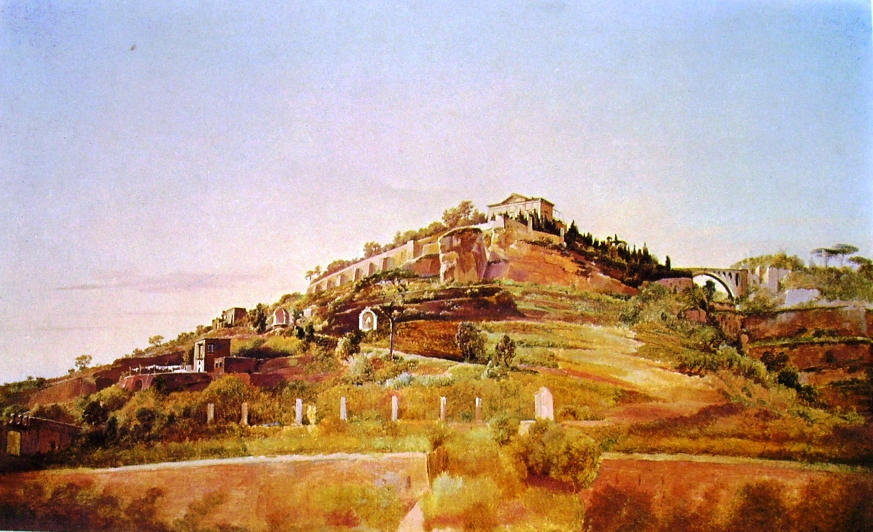
Frans Vervloet – La collina del Vomero, a Villa Lucia (dt.: Der Hügel von Vomero bei der Villa Lucia)

Die Villa Lucia ist in jeder Hinsicht ein luxuriöses Mietshaus geworden, auch wenn sie in den 1950er-Jahren für Kunstausstellungen und mondäne Veranstaltungen genutzt wurde. Die heutigen Eigentümer sind Carla Fiordiliso (De Rosa) und Marina Colella Garofalo (Fusella).
Im April 2006 begann man, über einen Verkauf an Silvio Berlusconi zu sprechen: Verkaufen wollte die ehemalige Eigentümerin Diana de Feo, die Gattin des ehemaligen Direktors von TG4, Emilio Fede.
Am 4. Mai desselben Jahres brachten die Antikorruptionspolizei der Stadt Neapel auf Hinweis von Italia Nostra, der die Bewohner des Parco Grifeo Eingriffe in die Struktur des Gebäudes und in die klassizistischen Verzierungen im Inneren der historischen Wohnstatt gemeldet hatten, ihre Siegel an der Villa an, erkannten und stoppten die laufenden Arbeiten und eröffneten ein Ordnungswidrigkeitsverfahren gegen Diana de Feo.

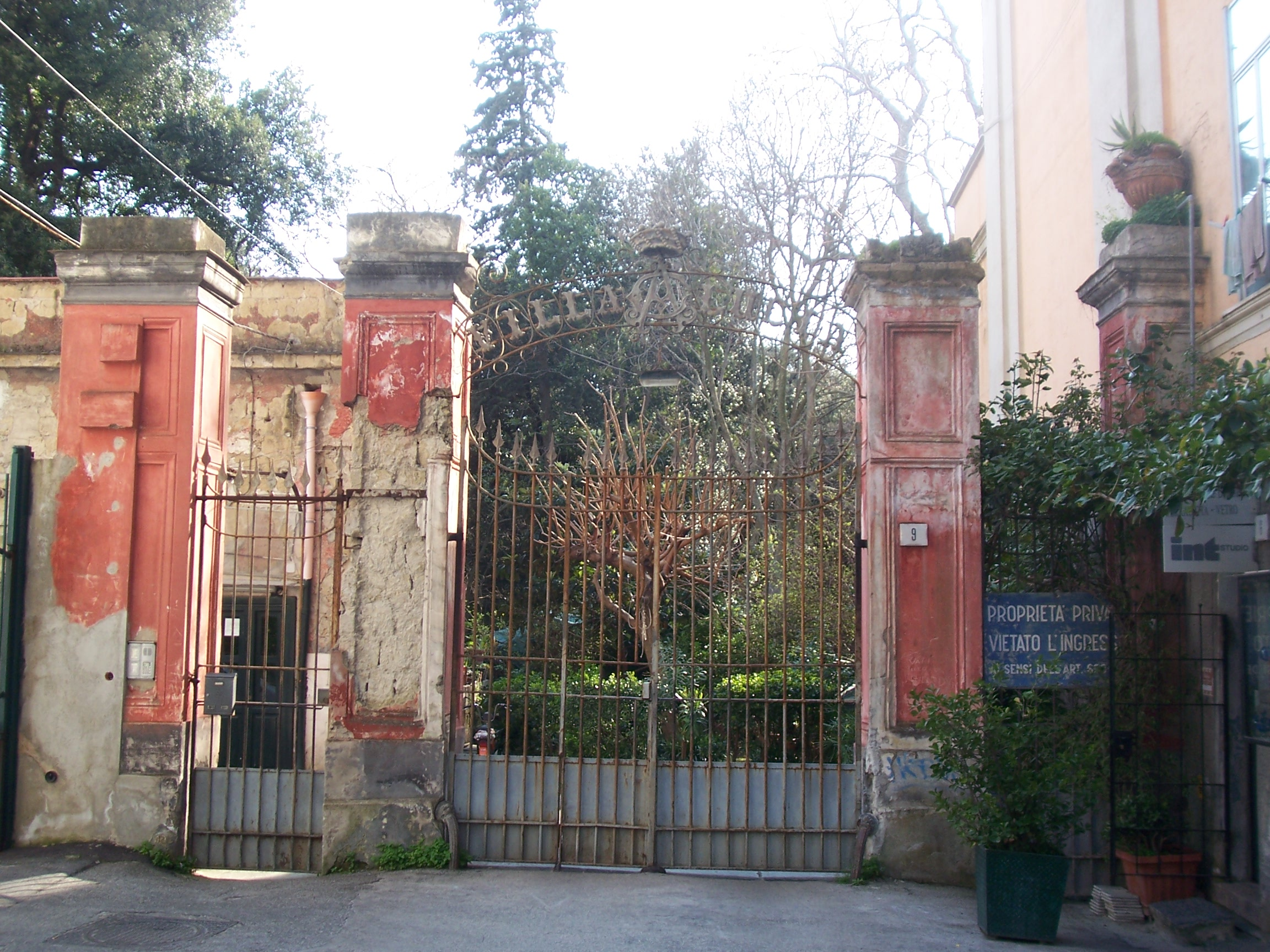
Eingang zur Villa Lucia vom Vicoletto Cimarosa aus

Es wurden ein Schwarzbau an den Fassaden und im Inneren der Villa und laufende Arbeiten ohne einer Reihe von Genehmigungen durch die Sovrintendenza festgestellt, obwohl die Villa aufgrund eines Gesetzes von 1939 über Denkmäler (aktualisiert mit dem von Minister Giuliano Urbani eingeführten „Kodex“) in Bezug auf den Umgang mit den klassizistischen Verzierungen geschützt war. Es gab auch keinerlei Genehmigung der Baubehörde für die Renovierung der Terrasse der Villa Lucia, an der Arbeiten unter Einsatz von Stahlbeton im Gange waren.
Dennoch bestätigte Berlusconi, der damals zum dritten Mal Präsident des Ministerrats war, dass er die Villa Lucia als Wohnstatt während seiner Aufenthalte in Neapel gewählt hatte. Diana de Feo aber dementierte den Kauf durch den Cavalliere und unterstrich, dass sie die Villa in jedem Falle unentgeltlich zur Nutzung überlassen und nicht verkauft hatte.
Im Jahre 2012 wurden die Umbauarbeiten an dem historischen Bau abgeschlossen.